# 護國丸事件
護國丸事件，是指1944年11月10日，特設巡洋艦－護國丸在長崎縣佐世保市的離島古志岐島附近，被美國潛艦魮魚號（Barb，編號SS-220）擊沉的事件，事件共造成約324人死亡，當中包括了212名的台灣籍台灣海軍特別志願兵，也是台灣海軍特別志願兵於太平洋戰爭中犧牲人數最為慘重的一次。

## 概要
最初，該船是大日本帝國因針對南非航路索需要，而與姊妹船爱国丸和报国丸一同建造的民用商業船，最初命名為「興國丸」，但後來則更改為「護國丸」，在當年建造工程時，皆曾受到收到優秀船舶建造助成施設的補貼，以便在日後的戰爭中確保可動員的船舶量。
1941年12月8日，當日軍發布對珍珠港的襲擊後，護國丸無法進行商業航行，而被改組成了特設巡洋艦，並在上頭裝載輕巡洋艦的艦砲及魚雷發射管、高角砲、機關砲等設備，以便用來攻擊敵方，並在作戰時於南太平洋、印度洋各地進行商路破襲的破交作戰，並與爱国丸和报国丸配屬於印度洋的第24戰隊。戰爭中期，日軍船舶因運能嚴重缺乏，因此1943年之後，護國丸轉籍成一般運輸艦或特設巡洋艦，投入各項輸送軍事人員的任務中。

## 事件經過
1944年9月20日，由艦長水野孝吉大佐指揮，預定返回門司港的護國丸，在航經台灣西方（約當馬公附近）時，受到來自中國內陸B-25轟炸機的攻擊而損害，勉強撐到基隆港作應急維修。11月5日，驅逐艦響到基隆靠港後，成為護國丸的護衛艦。
11月6日，300名台灣海軍志願兵登船。7日早上七時，護國丸在響的護衛下由基隆啟航，前往目的地吳。11月8日，響突然以旗語通知護國丸，船上爆發痢疾疫情，必須先至佐世保，會通知其他船艦前來護航，於是護國丸便獨自航行。同日，福島基地和大島燈塔監視哨都有發現敵軍潛水艇的報告，並由護衛艦擊沉其中一艘。9日，一架偵察機發出通知，在濟州島與朝鮮間有敵艦出沒，水野艦長當即下令改變航向，往佐世保前進。
9日下午，兩艘接替響的護衛艦與護國丸會合，但因兩艘船的航速太慢，至晚上10時後，護國丸又成為獨自航行。10日凌晨2時33分左右，護國丸到達古志岐島燈塔附近10海浬附近，燈塔開啟指引燈為護國丸指引，於是被魮魚號發現護國丸沒有護衛艦，伺機準備攻擊。3點39分，魮魚號發射4枚魚雷，護國丸滿舵轉向閃過2枚，另2枚命中，船身立刻左傾並開始下沉。
隨後，水野下令降下救生艇，所有人準備逃生；同時魮魚號再發射2枚魚雷，但未命中。隨後魮魚號上浮，護國丸船員曾試圖以機槍與高角砲射擊，但並未成功，魮魚號再度下潛，並發射第三波魚雷，這次受創成為護國丸的致命傷，下沉速度加快。4點6分，水野宣布棄船，自己則沒有逃生，隨船沉沒。當時船上只有數十人坐上逃生艇，其餘皆跳海落水。

## 事件後
早上7時，生還者漂流到宇久島附近，才被趕到的護衛艦救起；下午1時，宣布救援任務結束，僅有88名倖存者存活，行蹤不明者為324人，當中包含212名台灣海軍志願兵。
1945年（昭和20年）1月10日，護國丸遭到大日本帝國海軍的除籍，由於陣亡者大多數為台籍日本兵，顯示了當時日軍受到全面封鎖，已無法將兵力迅速且有效調度至各地的事實。故事故發生後，日本海軍就沒有再將台灣海軍特別志願兵載離台灣的記載，直到日本投降。
當前，船隻的沈沒地點位於古志岐島西北方處（33°23′06″N 129°03′08″E / 33.38500°N 129.05222°E）。

## 艦上人員

### 艦長等
艤装員長
- 水野孝吉

予備海軍大佐，任期：1942年8月10日 - 9月25日
艦長
- 水野孝吉

予備海軍大佐，任期：1942年9月25日 - 1943年10月1日
指揮官
- 水野孝吉

予備海軍大佐，任期：1943年10月1日 - 1944年11月10日（戰死）

### 著名生還者
- 陳子福
- 黃為政
- 張欽生
- 張榮樹
- 葉水金
- 盧金水
- 陳臣銅
- 朱春業
- 邱阿松
- 羅鎮國
- 林秀吉
- 李啟銘
- 張文鋒
- 江水和

### 同時代發生的沈沒事故
- 高千穗丸
- 大和丸事故
- 富士丸事故
- 玉津丸事故

## 註解
1. ↑  另一艘同名但年代不同的潛艦，參見USS Barb (SSN-596)。
2. ↑  #陳柏棕，:132
3. ↑  抗戰開始至珍珠港事件（1941年12月7日）以前，日方累計損失9艘；對美宣戰後至日本投降，為2385艘，其中1944年就佔了1009艘，詳見. 公益財団法人 日本殉職船員顕彰会.   [2014-11-18]. （原始内容存档于2015-09-02） （日语）.

### 論文
- 陳柏棕.  (PDF). 2011-05-09  [2014-11-18]. （原始内容存档 (PDF)于2014-11-29）.

### 書籍
- （英文）SS-220, USS BARB, Part1, Submarine War Patrol Report（页面存档备份，存于），Historic Naval Ships Association，:287
- （英文）SS-220, USS BARB, Part2, Submarine War Patrol Report（页面存档备份，存于），Historic Naval Ships Association:2-7
- 護國丸: 被遺忘的二戰臺籍海軍史 / 陳柏棕
- （中文）重生：特設巡洋艦護國丸遭難七十週年紀念刊
- 海軍歴史保存会『日本海軍史』第10巻、第一法規出版、1995年。
- 木俣滋郎『日本軽巡戦史』図書出版社、1989年。
- 駒宮真七郎『戦時輸送船団史』出版協同社、1987年。ISBN 4-87970-047-9。
- 野間恒『商船が語る太平洋戦争 商船三井戦時船史』野間恒（私家版）、2004年。
- 佐藤和正『艦長たちの太平洋戦争 続編　17人の艦長が語った勝者の条件』光人社、1984年4月。ISBN 4-7698-0231-5。